# Lana Hutton Bowen-Judd
Lana Hutton Bowen-Judd, geborene Lana Hutton, (* 7. März 1922 Bradford, Yorkshire, England; † 5. November 1985 Toronto, Ontario, Kanada) war eine britische Kriminal-Schriftstellerin. Sie schrieb unter dem Pseudonym Sara Woods, benutzte aber auch die Pseudonyme Anne Burton, Mary Challis, und Margaret Leek.

## Leben
Sie wurde unter dem Namen Lana Hutton in Bradford, Yorkshire geboren und besuchte die Schule im “Convent of the Sacred Heart” in Filey, Yorkshire.
Während des Zweiten Weltkriegs arbeitete sie in einer Bank und als Anwaltsgehilfin. Ihre dort gewonnenen Erfahrungen und Informationen verwendete sie später in ihren Kriminal-Romanen. Am 25. April 1946 heiratete Lana Hutton ihren Verlobten Anthony George Bowen-Judd. Zwischen 1948 und 1954 bewirtschaftete sie mit ihrem Ehemann eine Schweinezuchtfarm. 1957 wanderte sie mit ihrem Mann Anthony nach Halifax (Kanada) aus und arbeitete dort bis 1964 als Archivarin an der St. Mary’s Universität.
Erst im Alter von 40 Jahren veröffentlichte sie ihren ersten Kriminalroman Bloody Instructions (1962). Dieser Roman war der erste von 48 Romanen der „Antony-Maitland-Reihe“, die sie unter dem Pseudonym Sara Woods schrieb. Der englische Rechtsanwalt Anthony Maitland, lebt mit seiner Frau, seinem Onkel Sir Nicholas Harding und dessen Frau in einem exklusiven Londoner Stadtteil. Die Verteidigung seiner Mandanten wird durch sein detektivisches Gespür unterstützt. Die Figur Maitlands ist teilweise wie ein britischer Perry Mason angelegt.
Zwischen 1962 und 1985 schrieb sie 55 Kriminal-Romane, die in Großbritannien und USA veröffentlicht wurden. Nur Call Back Yesterday (1983) der „Antony-Maitland-Reihe“ erschien in Kanada. Täglich war sie 6 Stunden als Schriftstellerin tätig, was ihre große Produktivität erklärt. Zusätzlich zu dem Pseudonym Sara Woods schrieb sie als Anne Burton die Romane der „Richard-Trenton-Reihe“ The Dear Departed (1980), Where There's a Will (1980) und Worse Than a Crime (1981). Unter dem Pseudonym Mary Challis erschienen die Romane der „Jeremy-Locke-Reihe“ Burden of Proof (1980), Crimes Past (1980), The Ghost of an Idea (1981) und A Very Good Hater (1981). Die Romane der „Anne-Marryat-Reihe“ The Healthy Grave (1980), We Must Have a Trial (1980) und Voice of the Past (1981) wurden unter dem Pseudonym Margaret Leek veröffentlicht.
Sie war Mitglied in zahlreichen Autorenvereinigungen, wie der “Society of Authors” (England), “Authors League of America”, “Mystery Writers of America” und die „Crime Writers Association“ (England). Für die „Crime Writers of Canada“ war sie im ersten Exekutiv-Ausschuss tätig. Seit 1981–1985 lebte sie mit ihrem Ehemann in Niagara-on-the-Lake, Ontario.
Sie starb am 5. November 1985 in Toronto, Kanada.